# Premio Stendhal de traducción
Convocado por la Fundación Consuelo Berges desde 1983, el Premio Stendhal se concede a la mejor traducción al español de un original francés de cualquier género literario. En este momento se halla en un período de suspensión temporal desde 2011.
- 2011 - Anne-Hélène Suárez - La tercera virgen, de Fred Vargas
- 2008 - Adoración Elvira Rodríguez - ¿Estáis locos?, de René Crevel
- 2007 - Miguel Veyrat - Antología Fluvial, de Jacques Darras
- 2006 - Ascensión Cuesta - Historias impertinentes, de Léon Bloy
- 2005 - Silvia Acierno y Julio Baquero - Contra Sainte-Beuve: recuerdo de una mañana, de Marcel Proust
- 2004 - Alicia Yllera - Pantagruel, de François Rabelais
- 2003 - Ramón Buenaventura - La sangre negra, de Louis Guilloux
- 2002 - Desierto
- 2001 - Julia Escobar - Frente a los cerrojos, de Henri Michaux
- 2000 - Jorge Riechmann - Indagación de la base y la cima, de René Char
- 1999 - Enrique Moreno - Dieciocho poetas franceses contemporáneos
- 1998 - Marisol Arbués, Mercé Burrel, Marc Parayre, Hermes Salceda, Regina Vega - El secuestro, de Georges Perec
- 1997 - Javier Albiñana - El testamento francés, de André Makine
- 1996 - Alicia Martorell - Atlas, de Michel Serres
- 1995 - Elena del Amo - Escritos sobre arte, de Denis Diderot
- 1994 - Carlos Manzano - La caída en el tiempo, de E. M. Cioran
- 1993 - Francisco Díez del Corral y Danielle Lacascade - Correspondencia, de Flaubert-Turgueniev
- 1992 - Luis Martínez de Merlo - Las flores del mal, de Charles Baudelaire
- 1991 - María Teresa Gallego Urrutia e Isabel Reverte - Impresiones de África, de Raymond Roussel
- 1990 - Antonio Martínez Sarrión - Lo que dice la boca de sombra y otros poemas, de Victor Hugo
- 1983 - Juan Victorio - Cantar de Roldán